# Heinrich Manderman

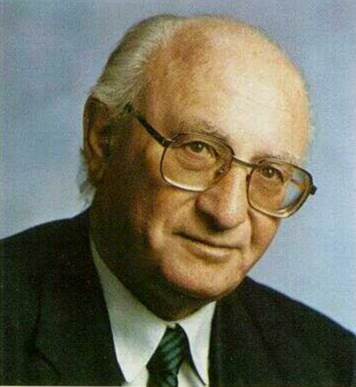
Heinrich Manderman, um 1991
(Foto aus dem Bestand der Jos. Schneider Optische Werke GmbH)

Heinrich Manderman (* 1923 in Polen; † 5. Februar 2002) war ein staatenloser, in Deutschland und Israel tätiger Unternehmer im Bereich der fotografischen und optischen Industrie.

## Leben
Seit 1946 war Manderman im Vertrieb fotografischer Erzeugnisse tätig. Er war (zeitweise) Inhaber oder Mitinhaber folgender Unternehmen:
- Beroflex AG, Mitbegründer des 1969 zum Vertrieb ostdeutscher Fotoartikel gegründeten Unternehmens (u. a. exklusiver Vertriebsvertrag mit ORWO und Pentacon: Praktica)[4]
- Exakta Foto AG, Zürich, gegründet 1971, gelöscht 1991[5][6]
- Miranda Foto-Video GmbH, Nürnberg, High-End-Spiegelreflex-Kameras und Import von japanischen Fotoartikeln (u. a. mit Miranda-Bajonett), Tochtergesellschaft der Exakta Foto AG, Zürich[7]
- Robomatix Ltd., Raanana (Israel), zeitweise NASDAQ notiert, u. a. Laser-Schneidegeräte, bedeutender Gesellschafter bis 1999, einschließlich der Tochtergesellschaft Robomatix Europe GmbH[8][9]
- Jos. Schneider Optische Werke, Bad Kreuznach; seit der Insolvenz 1982 Mehrheitsaktionär und bis 1997 in der Geschäftsführung aktiv[10][11]
- Jos. Schneider Feinwerktechnik GmbH & Co. KG (gegründet 1991[12]), Jos. Schneider Feinwerktechnik Verwaltungsgesellschaft mbH, beide in Dresden[13][9]
- Pentacon GmbH, Dresden[14]
- B + W Filterfabrik, Wiesbaden/Bad Kreuznach, Übernahme 1985, Teil der Schneider-Gruppe[15]
- Rollei, Braunschweig, 1987 bis zum Verkauf 1995 an Samsung[16]
- ORWO, Wolfen, Herbst 1994 bis zur Insolvenz im November 1997[17]

Die Grundlage für seinen geschäftlichen Erfolg legte er mit der 1969 gegründeten Beroflex AG. 1997 gab Manderman nach einem Schlaganfall die Geschäftsleitung an Schneider-Kreuznach vollständig ab und siedelte mit seiner Familie nach Israel über. Nach dem Tod von Manderman wurde seine Tochter Ethel Cygler Hauptgesellschafterin der Jos. Schneider Optische Werke GmbH.
Im öffentlichen Leben engagierte sich Manderman als Vizepräsident des Israel Trade Center an der Israelischen Botschaft in Deutschland, das beiderseitigen Wirtschaftskontakten und dem Technologietransfer zwischen beiden Staaten dient.
An der Tel Aviv University (TAU) wurde 2003 ein Chana and Heinrich Manderman Chair (chair=Lehrstuhl) für Optoelektronik eingerichtet. Manderman war Mitglied im Aufsichtsrat (Board of Governors) der TAU und stiftete der TAU Kapital zur Errichtung eines Darlehensprogramms für Studenten (The Heinrich Manderman Student Loan Fund). Seine Tochter Ethel Cygler folgte ihm als Mitglied im Aufsichtsrat der TAU nach.